# Gazgazār-e Pā'īn
Gazgazār-e Pā'īn (persiska: گَزگَزارِۀ سُفلَى, گَز گِزَرِه پائين, گَز گِزارِۀ سُفلَى, گَز گِزارِۀ پائين, گَزگَزارِ پائين, گَز گَزارِ پائين, گزگزار پائين, Gazgazāreh-ye Soflá, Gazgazār-e Pā’īn) är en ort i Iran.   Den ligger i provinsen Kurdistan, i den nordvästra delen av landet, 400 km väster om huvudstaden Teheran. Gazgazār-e Pā'īn ligger 2 040 meter över havet och antalet invånare är 243.
Terrängen runt Gazgazār-e Pā'īn är kuperad. Runt Gazgazār-e Pā'īn är det ganska tätbefolkat, med 62 invånare per kvadratkilometer. Närmaste större samhälle är Bolbolānābād, 11,9 km öster om Gazgazār-e Pā'īn. Trakten runt Gazgazār-e Pā'īn består i huvudsak av gräsmarker.